# Les Ailes d'Icare
Les Ailes d'Icare est le dix-neuvième épisode de la saison 2, et le 39e épisode de la série télévisée Stargate Universe.

## Distribution
- Robert Carlyle : Dr. Nicholas Rush
- Ming-Na : Camile Wray
- Alaina Huffman : Tamara Johansen
- Elyse Levesque : Chloe Armstrong
- David Blue : Eli Wallace
- Justin Louis : Everett Young
- Brian J. Smith : Matthew Scott